# Parafia św. Jadwigi w Krzelkowie
Parafia Świętej Jadwigi w Krzelkowie znajduje się w dekanacie ziębickim w archidiecezji wrocławskiej.  Jej proboszczem jest ks. Wojciech Kubisiak. Obsługiwana przez księży archidiecezjalnych. Erygowana w XVI wieku. Mieści się pod numerem 12.